# Marilú Marini
María Lucía Marini, més coneguda com Marilú Marini (Mar del Plata, Argentina, 15 de juny de 1940) és una actriu argentina. Posseeix una important trajectòria al seu país i en França, on resideix des de 1970. S'ha destacat en obres de Samuel Beckett, Jean Genet, Yukio Mishima, Kado Kostzer, Maurice Maeterlinck, Chantal Thomas, i actua tant en cinema com en televisió. Entre altres distincions, va ser condecorada pel govern francès com a Comendadora de la Orde de les Arts i les Lletres. Treballa sovint amb la directora Claire Denis. En 2021 la Fundació Konex la va reconèixer amb el Premi Konex de Brillant a la màxima figura de l'Espectacle Argentí per la seva trajectòria com a actriu de teatre en la dècada.

## Biografia
Va començar la seva carrera a Buenos Aires, principalment des de la dansa contemporània, va ser deixebla de Renate Schottelius, treballant en el Institut Di Tella,, amb Roberto Athayde i Alfredo Arias, entre d'altres. La institució, un punt de referència de la contracultura de l'època, que va sofrir reiterats atacs per part de la censura oficial, va ser la plataforma de llançaments de molts artistes joves de la seva generació, que van fer treballs individuals i col·lectius amb gran repercussió mediàtica. Entre ells, Marini va participar en alguns dels primers happenings que van tenir lloc al país.
Més tard va participar en diversos projectes independents (com el de la pel·lícula ...(Puntos suspensivos) d’Edgardo Cozarinsky, 1971) també uns altres de perfil més comercial (com la posada argentina del musical Hair, produïda per Alejandro Romay i el director de cinema i teatre Daniel Tinayre), en la qual es va exercir com a coreògrafa resident.
En 1975 es va traslladar a París, començant una notable carrera teatral. Allí va integrar el grup TSE, fundat per Alfredo Arias i va participar de projectes teatrals amb el mateix Arias, Jérôme Savary, Ariane Mnouchkine, Hugo Santiago i Copi, de qui va fer La mujer sentada per la qual va guanyar el Premi a la millor comediant atorgat pel sindicat de crítics francesos. En 1986 va guanyar el Premi Molière per Mortadella al millor espectacle musical i en 1999 per Pintes du coeur.

### Activitat recent
Mentre continua representant obres a França i col·laborant en algunes pel·lícules, ha tornat a l'Argentina amb diversos espectacles, entre els quals calen destacar: la versió argentina d'alguns espectacles presentats abans a París al costat de Alfredo Arias (com a Mortadela, La mujer sentada o Incrustaciones), el seu homenatge a la comediant Niní Marshall, un altre homenatge a l'escriptora Silvina Ocampo titulat Invenciones i una posada de Los días felices, de Samuel Beckett. El 2008 va actuar a Barcelona al Festival Grec a La historia del soldado d’Igor Stravinsky, al costat de la cantant Mísia i l'actor argentí radicat a Espanya Ángel Pavlovsky.
En els últims anys ha augmentat la seva activitat al cinema, principalment a l'Argentina. Allí va rodar el seu primer llargmetratge com a protagonista, la pel·lícula Mentiras piadosas de Diego Sabanés, basada en el conte de Julio Cortázar, La salud de los enfermos, després d'haver participat en personatges breus en El Impostor d'Alejandro Maci i Mientras tanto de Diego Lerman. Després ha protagonitzat La sublevación de Rafael Aquinaga i Las mujeres llegan tarde de Marcela Balza, al costat d’Erica Rivas i Rafael Spregelburd, entre d'altres.
En 2012 va estrenar a Buenos Aires Las criadas de Genet, en versió de l'argentí Ciro Zorzoli. En aquest mateix any ha estat una de les protagonistes de la sèrie televisiva Tiempos compulsivos, on interpretava a la mare del personatge de Rodrigo de la Serna. En el 2014 es va trobar treballant en l'obra 33 VariacionEs, al costat de Lito Cruz, Malena Solda I Alejo Ortiz. Aquest mateix any, també va realitzar una participació en la telenovel·la Guapas, com la mare del personatge de Carla Peterson. El 2016 va formar part de l'unitari Silencios de familia, on va interpretar la madre d’ Adrián Suar.

## Cinema
| Cinema | Cinema                              | Cinema                | Cinema       | Cinema |
| Any    | Títol                               | Paper                 | Notes        |        |
| ------ | ----------------------------------- | --------------------- | ------------ | ------ |
| 1970   | ...(Puntos suspensivos)             | Lucía                 |              |        |
| 1977   | Los aparecentes sociales            | Instructora en imatge | Cameo        |        |
| 1977   | Violanta                            | Teresa                |              |        |
| 1978   | Moliere                             | La reina              |              |        |
| 1978   | La caza de Ronald                   | Fernanda              |              |        |
| 1978   | Ecos por venir                      | Roxana                |              |        |
| 1978   | Flama                               | Barbara               |              |        |
| 1981   | Fifty-Fifty                         | Marie                 |              |        |
| 1981   | El jesus de la corte                | Dolinge               |              |        |
| 1985   | Las nanas                           | Mariana               |              |        |
| 1985   | Signo Renart                        | María Jose            |              |        |
| 1987   | Fuegos                              | La polaca             |              |        |
| 1990   | La ultima luna                      | Margarita             |              |        |
| 1991   | Canti                               | María                 |              |        |
| 1992   | Sam suffit                          | Tatiana Gracchi       |              |        |
| 1992   | Bella vista                         | Magui                 |              |        |
| 1993   | Blanca Colombo                      | Clara                 | Curtmetratge |        |
| 1993   | El fotografo de Lucile              | Lucile                | Curtmetratge |        |
| 1997   | El impostor                         | Heredia               |              |        |
| 1999   | Rier sur Robert                     | Ana                   |              |        |
| 2000   | Tuyo firme                          | Mare de Vincent       | Telefilm     |        |
| 2001   | La repetition                       | Mathilda              |              |        |
| 2001   | Sangre canibal                      | Frida                 |              |        |
| 2002   | A+ Pollux                           | Martha                |              |        |
| 2003   | La pequeña pera de abedul           | Suzanne               |              |        |
| 2006   | Mientras tanto                      | Estela                |              |        |
| 2008   | Bouquet final                       | Carmen                |              |        |
| 2008   | Musée haut, musée bas               | Giovanna Perdelli     |              |        |
| 2009   | Mentiras piadosas                   | Madre                 |              |        |
| 2012   | Las mujeres llegan tarde            | Regina                |              |        |
| 2012   | La guayaba                          | Mónica                |              |        |
| 2013   | La sublevación                      | Alicia                |              |        |
| 2013   | Solo                                | Ester                 |              |        |
| 2014   | Sucesos intervenidos                | Veu en off            |              |        |
| 2014   | Aire libre                          | Sofía                 |              |        |
| 2015   | Cómo funcionan casi todas las cosas | Nelly                 |              |        |
| 2015   | El eslabón podrido                  | Ercilia               |              |        |
| 2015   | Mayo en la avenida                  | Inés                  | Curtmetratge |        |
| 2015   | La intrusa                          | Gabriela              | Curtmetratge |        |
| 2017   | Los que aman, odian                 | Andrea                |              |        |
| 2017   | Tigre                               | Amanda                |              |        |
| 2019   | Los sonámbulos                      | Memé                  |              |        |
| 2019   | Celine                              | Mujer                 | Curtmetratge |        |
| 2021   | Nocturna                            | Dalia                 |              |        |
| 2021   | Nocturno lado B                     | Dalia                 |              |        |
| 2021   | Pan de limón con semillas           | Úrsula                |              |        |
| 2022   | Cuando la miro                      | Madre de Javier       |              |        |
| 2023   | El fred que crema                   | Matilde               |              |        |
| 2023   | Bolivia                             | Consuelo              |              |        |
| 2023   | La playa de los cangrejos           | Carmen                |              |        |

## Televisió
| Ficcions  | Ficcions                                | Ficcions                                       | Ficcions                                        | Ficcions |
| Any       | Títol                                   | Paper                                          | Notes                                           |          |
| --------- | --------------------------------------- | ---------------------------------------------- | ----------------------------------------------- | -------- |
| 1958      | Una cancion en el bar                   | Andrea                                         | Participació                                    |          |
| 1959      | Adiccion de la muerte                   | Licha / Tísica                                 | Recurrent                                       |          |
| 1960      | Monte hermoso                           | Rosario                                        | Elenc secundari                                 |          |
| 1962      | Un galan para mi madre                  | Gabriela Hernandez                             | Coprotagonista                                  |          |
| 1963      | Cariño de familia                       | Cecilia Ortiz Montiel                          | Elenc secundari                                 |          |
| 1964      | El gran maestro                         | Paola                                          | Coprotagonista Juvenil                          |          |
| 1965      | Rebelion escolar                        | Patricia Bussato                               | Protagonista Juvenil                            |          |
| 1968      | Cadena de dolor                         | Lorena                                         | Participació                                    |          |
| 1969      | El encontrado                           | Victoria / Gala                                | Participació                                    |          |
| 1970      | Por Quererte                            | Sofía Sanroman                                 | Protagonista                                    |          |
| 1971      | Los canteros                            | Isabela Ganzego Torres                         | Antagonista                                     |          |
| 1972      | Culposo dolor                           | Brigitte Peñalva                               | Antagonista                                     |          |
| 1972-1973 | Mi dulce enamorada                      | Vanessa Roldan                                 | Antagonista                                     |          |
| 1973      | Dulce Ivana                             | Ivana Carbajal                                 | Protagonista                                    |          |
| 1974      | Presagio de amor                        | Ana Laura Montesinos                           | Protagonista                                    |          |
| 1975      | Las fieras                              | Natalia Sanchez                                | Coprotagonista                                  |          |
| 1976      | Los años pasados                        | Yolanda Guzman                                 | Antagonista                                     |          |
| 1976      | Recordar los años                       | Yolanda Guzman                                 | Antagonista                                     |          |
| 1977      | Blanca                                  | Angelica Pellegrini de Salvatierras            | Antagonista                                     |          |
| 1978      | El combate                              | Lilian                                         | Recurrent                                       |          |
| 1980      | Un extraño retorno                      | Lucrecia Treviño / Irene Infante               | Antagonista                                     |          |
| 1981      | A otro corazon                          | Romina de Escandon                             | Antagonista                                     |          |
| 1982      | La chef de familia                      | Agostina Ditoro                                | Recurrent                                       |          |
| 1983      | Profesión: señora                       | Mariana                                        | Recurrent                                       |          |
| 1984      | Las escolares                           | Zulema de Olivan                               | Recurrent                                       |          |
| 1986      | Inocente María                          | Guadalupe "Lupe"                               | Elenc secundari                                 |          |
| 1989      | El regreso de Refael Heredia, Gitano    | Paulina Reyes                                  | Elenc secundari                                 |          |
| 1991-1992 | La moglie nella cornice                 | Silvia Trozzi                                  | Recurrent                                       |          |
| 1992      | Maigret                                 | Gigi                                           | Participació                                    |          |
| 1993      | La operación                            | Inés de Méndez                                 | Elenc secundari                                 |          |
| 2007      | Los cuentos de Fontanarrosa             | Angela                                         | Participació                                    |          |
| 2012-2013 | Tiempos compulsivos                     | May Lapage                                     | Elenc secundari                                 |          |
| 2013      | Televisión por la justicia              | Marta                                          | Episodi 4: "Corralito"                          |          |
| 2014      | Doce casas, historia de mujeres devotas | Lidia                                          | 1a setmana – gener: "Historia de Lidia y Ester" |          |
| 2014-2015 | Guapas                                  | Amalia                                         | Participació                                    |          |
| 2015      | El hipnotizador                         | Domingas                                       | Coprotagonista                                  |          |
| 2016      | Silencios de familia                    | Noe de Diamante                                | Coprotagonista                                  |          |
| 2018      | Sitiados 2                              | Maria Anna de Baviera (arxiduquessa d'Àustria) | Recurrent                                       |          |
| 2019      | Atrapa a un ladron                      | Teresa                                         | Participació                                    |          |
| 2020      | Vampiros                                | Belen                                          | Participació                                    |          |
| 2022      | Diario de un gigoló                     | Barbara                                        | Participació                                    |          |